# Tatiana Grigorieva
Tatiana Grigorieva (ur. 5 października 1975 w Leningradzie) – australijska lekkoatletka i modelka, specjalizująca się w skoku o tyczce, wicemistrzyni olimpijska z 2000 oraz brązowa medalistka mistrzostw świata 1999.
Urodzona w Rosji, specjalizowała się w biegu na 400 m przez płotki. Po ślubie wyemigrowała z mężem w 1997 do Australii. Zaczęła wówczas uprawiać skok o tyczce.
Jej największym sukcesem jest medal Letnich Igrzysk Olimpijskich w 2000 w Sydney, gdzie zdobyła 2. miejsce wynikiem 4,55 m tuż za Stacy Dragilą. Na Mistrzostwach Świata w Sewilli w 1999 roku zdobyła brązowy medal za Dragilą (złoto) i Anżełą Bałachonową.
Jest wielokrotną mistrzynią Australii oraz triumfatorką Igrzysk Wspólnoty Narodów (Manchester 2002). W 2006 roku na skoczni pojawiła się jej największa konkurentka, Kym Howe, która zdobyła tytuł mistrzyni Australii.
Jej rekord życiowy wynosi 4,58 m ustanowiony 29 września 2006 w Daegu.
1 sierpnia 2006 australijska policja odnalazła skradziony jej wcześniej srebrny medal olimpijski.